# Horno (libro)
Horno es un libro de cuentos del escritor ecuatoriano José de la Cuadra, publicado por primera vez en Guayaquil en 1932. El volumen está compuesto por doce relatos (once en la primera edición) y es considerado el mejor libro de cuentos del autor, además de una obra maestra de la narrativa ecuatoriana. Incluye varios de sus relatos más aclamados, entre ellos «La Tigra», «Banda de pueblo» y «Olor de cacao».
La temática principal de los cuentos es la exploración de las distintas facetas de la vida del montuvio, desde sus costumbres y los abusos de los que son víctimas, hasta sus deseos, sus temores y sus sueños frustrados. Varios de los relatos muestran un manifiesto sentido de justicia y reivindicación social a los oprimidos, otros retratan la crudeza de la realidad del Ecuador de ese entonces.
El carácter marcadamente realista de los cuentos de Horno señaló una ruptura con las obras anteriores del autor, que tenían influencias románticas y modernistas.

## Contenido
La primera edición del libro incluía once relatos y fue publicado por los Talleres de la Sociedad Filantrópica de Guayaquil en 1932. La segunda edición fue publicada en 1940 en Buenos Aires por Ediciones Perseo e incluyó un cuento adicional: «La Tigra», que hoy es considerado, junto a la novela Los Sangurimas, una de las obras más destacadas de José de la Cuadra. Los relatos que componen el volumen son los siguientes:
| Título                                   | Sinopsis |
| ---------------------------------------- | --- |
| «Barraquera»                             | Concepción es una indígena venida mucho años atrás de la Sierra. Mientras espera a que le traigan su almuerzo empieza a recordar los eventos más importantes de su vida: los juegos infantiles que pronto terminaron en el horror de una violación, la vida con su marido, su posterior muerte, su tiempo al servicio de una familia costeña que la explotaba y los largos años que trabajó sin descanso para darle una mejor vida a sus hijos. |
| «Cólimes Jótel»                          | Retrato de un hotel guayaquileño en que se refugian prostitutas, borrachos, montuvios y vendedores. |
| «Chichería»                              | Camacho es un joven que trabaja en la chichería de Mariana. Lo que empieza como una atracción por su patrona, poco a poco torna en una fuerte obsesión. Un día un grupo de marineros le ofrece a Camacho un polvo que supuestamente haría que su patrona se rindiera a sus brazos. Mariana bebe la chicha mezclada con el polvo sin sospechar nada. Camacho observa nervioso el pasar de los minutos, sin imaginar que sus deseos pronto terminarían en tragedia. |
| «Olor de cacao»                          | Una campesina migrante en Guayaquil atiende a un montuvio que se haya molesto por el mal sabor de su taza de chocolate. La conversación hace a la muchacha remomerar su juventud en el campo, marcada por el aroma del cacao. El escritor y crítico dominicano José Luis González lo calificó como el mejor cuento en español de al menos los últimos treinta años. |
| «Malos recuerdos (ensayos de redacción)» | Un profesor de escuela ocupa sus noches de insomnio escribiendo apuntes sobre su vida en la comunidad, su trabajo, la muerte de su padre y la identidad de su madre. |
| «Honorarios»                             | Diego ha sido acusado de violar a una muchacha y espera el juicio. Su madre acude al abogado de la familia de la acusadora para rogarle que la ayude. El asunto se ha complicado debido a que Diego está casado y que uno de sus tíos ha injuriado a los testigos del crimen. El abogado le ofrece encargarse de traspapelar la causa, pero exige como honorarios la virginidad de Emérita, la hermana menor de Diego. |
| «La soga»                                | Mario y Pancho son dos montuvios ancianos con mucho tiempo de amistad. Un día ven a las fuerzas del ejército llegar al pueblo. Al darse cuenta de que buscaban reclutar hombres para la guerra, Mario decide esconder a su hijo Ramón. |
| «Don Rubuerto»                           | Don Rubuerto recuerda los tiempos en que usaba su astucia para salirse con la suya en temas legales aún sin haber estudiado leyes. |
| «Banda de pueblo»                        | Una banda de nueve músicos recorre los diferentes pueblos de la Costa ganándose la vida con sus presentaciones. A lo largo del cuento se conoce un poco más de los distintos integrantes de la banda, cuyas historias están marcadas por la opresión por los poderosos, la enfermedad, la guerra, pero principalmente por el sentido de comunidad y solidaridad que existe entre ellos, representantes de la condición social y los valores culturales del Ecuador de la época. Tanto en la primera como en la segunda edición de Horno (que fueron las publicadas durante la vida del autor), el cuento aparece con el nombre Banda del pueblo en lugar de Banda de pueblo, nombre con el que ha pasado a ser conocido. El escritor Jorge Enrique Adoum calificó el relato como "la obra perfecta de José de la Cuadra", además de asegurar que constituía "uno de los logros definitivos del relato breve en lengua castellana". |
| «Merienda de perro»                      | Cuando el padre de una recién nacida reemplaza al perro guardián en la vigilancia nocturna, lo hizo sin sospechar que el hambre del can lo haría ir por su bebé. |
| «Ayoras falsos»                          | Balbuca debe pagarle al abogado tres ayoras para comprar estampillas para un expediente judicial. Se dirige donde el patrón Orejuela y acuerdan que su hijo trabajaría tres semanas para él a cambio de los tres sucres que necesitaba. Cuando Blabuca le lleva las monedas al abogado, este lo acusa de darle monedas falsas. Balbuca le reclama a Orejuela por las monedas, pero éste hace que lo arresten y obliga al hijo de Balbuca a trabajar a cambio de liberar a su padre, quien sale de la cárcel furioso y avergonzado. |
| «La Tigra»                               | Las Miranda son tres hermanas que habitan en una hacienda en la zona rural del cantón Balzar. Luego de la muerte de sus padres, la mayor de las hermanas, Francisca, toma las riendas de la hacienda e impone su voluntad sobre los empleados y sus hermanas. Debido a la firmeza de su carácter y a su vida sexual desinhibida recibe el apodo de La Tigra. Motivada por la profecía de un brujo montuvio, Francisca le prohíbe a su hermana Sara tener relaciones sexuales, pero las cosas se salen de control cuando un hombre enamorado de Sara denuncia a la policía que sus hermanas la tienen secuestrada. |

## Recepción
El libro es considerado una obra maestra del relato por la crítica ecuatoriana y extranjera. El escritor e historiador Alfredo Pareja Diezcanseco lo calificó como «el mejor libro de literatura de ficción publicado hasta entonces en el Ecuador», mientras que Jorge Enrique Adoum afirmó, en relación con el libro: «nunca fue más severa la construcción, nunca tan hondo el conocimiento del ser humano y ecuatoriano, nunca tan increíble la síntesis, la medida exacta, sin pliegues, con que la narración se ciñe al suceso». Miguel Donoso Pareja, por su lado, destacó en particular los cuentos «Banda de pueblo» y «La Tigra», además de calificar a este último como una «épica montuvia» en la misma línea de la novela Los Sangurimas (1934).